# 군산평화중고등학교
군산평화중고등학교는 전라북도 군산시 오룡로9 (삼학동 787-2)에 위치한 학력인정 고등학교이다.
군산평화중고등학교는 지난 2000년 청학야학교를 시작으로, 2003년 군산YWCA가 위탁 운영해 온 학력인정 평생교육시설로 2011년 이사회 측이 폐쇄인가 결정을 낸 바 있다.
한국YWCA연합회 후원회는 학교운영정상화 방안에 따라 2012년 5월 18일부터 공개모집공고에 나선 결과 유일하게 제안서를 제출한 재단법인 '호원'을 학교 운영주체로 최종 선정했다고 2012년 7월 10일 밝혔다.